# Роза Шапире
Роза Шапире (Броди, 9. септембар 1874 — Лондон, 1. фебруар 1954) била је историчарка уметности рођена у Аустроугарској, која је живела у Немачкој и Енглеској. Била је модел уметницима, али и власница уметничких дела, која је рано препознала групу уметника Мост (Die Brücke). Поред тога, била је и предавач, рецензент, критичар, уредник и преводилац.

## Биографија
Роза Шапире рођена је у Бродију у Галицији (данас Украјина) 1874. године. Историчарка уметности Шуламит Бер примећује у свом чланку о Рози Шапире из Архиве јеврејских жена да се Шапире 1948. године „присећала својих успомена из детињства о националистичким и верским поделама између Пољака и Русина (Украјинаца) у Галицији, која је била део Хабсбуршког царства. Изјавила је да је предодређена ка интернационализму својим рођењем, васпитањем и судбином“. Ћерка богатих јеврејских родитеља, школовала се код куће, јер у Бродију за њу нису постојали одговарајући образовни објекти. 1893. Шапире се преселила у Хамбург, који је, примећује Берова, „као и други регионални центри током периода Вилхелмине … био у процесу ковања осећаја савременог идентитета мобилизацијом јавних институција, традиције и културе“. 1897. године у часопису Sozialistische Monatshefte (Социјалистички месечни билтен) објавила је „Реч о женској еманципацији“ у којем је тврдила да ће жене наћи слободу „у друштву будућности, у друштву социјализма“. Била је једна од првих жена која је дипломирала историју уметности у немачкој институцији; стекавши диплому на Универзитету у Берну 1902, а докторирајући на Универзитету у Хејделбергу 1904, уз додатне студије на Универзитету у Лајпцигу.
По повратку у Хамбург 1908. године радила је на превођењу и објављивању критика. Она је превела Балзака, Золу и пољског историчара уметности Казимира Хледовског на немачки. Рано је препознала групу уметника Мост. Помогла је у оснивању Женског друштва за унапређење немачке уметности 1916.
Шапире је и сама била модел различитим сликарима. Карл Шмит Ротлуф из групе Мост направио је неколико њених портрета, укључујући један 1919. године. Валтер Грамате насликао ју је 1920. 1924. објавила је каталог графичких дела Карла Шмита Ротлуфа.
1939. успела је да побегне у Енглеску из нацистичке Немачке. Тамо је доприносила разним уметничким часописима Архитектонски преглед, Еидос, Connoisseur. Такође је помагала Николаусу Певснеру у прикупљању материјала за његову серију Енглеске зграде.
Није се удавала, а умрла је у галерији Тејт 1954.
Њен покушај да поклони део своје колекције британским музејима док је била жива није био прихваћен и већи део своје уметничке колекције поклонила је музејима у Немачкој: Манхајму, Берлину, Алтони, Хамбургу и Келну. Остала дела су послата музејима у Холандији, Белгији, Новом Зеланду, Чикагу и Тел Авиву а једини британски примери доступни су у Музеју Викторије и Алберта и музеју Лестера. Међутим, постоји један њен портрет Карла Шмита Ротлуфа у Тејт галеријама.